# 蔡見興
蔡見興（1952年7月30日—），臺灣政治人物，澎湖縣湖西鄉人。曾任高雄市議員、高雄市議會議長。在2009年獲民主進步黨提名，參選2009年澎湖縣長選舉。

## 生平
蔡見興是澎湖縣湖西鄉人，逢甲大學合作經濟學系畢業。早年離鄉背井，旅居高雄市發展。在高雄市成為直轄市的第二屆高雄市議會即擔任議員，自1985年起連續擔任第二、三、四、五、六屆議員。在前四任一直都以國民黨的黨籍身分參選。到了高雄市第六屆議員（2002年－2006年）才轉為以無黨籍參選，但立場仍被認為傾向泛藍陣營。在前高雄市議會議長朱安雄爆發賄選案後，蔡見興由藍轉綠，並得到高雄市泛綠議員的支持。2004年1月5日，蔡見興在高雄市議會議長補選中當選第六屆高雄市議會議長。成為民主進步黨在南台灣縣市議會首位議長；2006年第七屆高雄市議員選舉，卻只在第三選區拿到8375票，落選。之後蔡見興數度返回澎湖家鄉為民進黨籍候選人助選，使得不少澎湖鄉親對他留下印象。而蔡見興也頻頻與澎湖人士接觸，展現投入選舉的企圖心。在2009年1月21日獲得民進黨提名參選2009年澎湖縣長選舉，結果蔡以不到六百票的差距敗給現任縣長王乾發。2014年，在黨內初選敗予陳光復。同年11月22日，蔡現身國民黨澎湖縣長候選人蘇崑雄造勢晚會，使當地綠營錯愕，蔡見興恐面臨民進黨開除黨籍處分。
2018年2月26日，合庫金控改派蔡見興任子公司合庫資產管理董事長，因蔡見興公股代表年齡上限，引發公股金融圈關注，財政部未來是否修改公股管理相關規範，派任公股行庫人選，不再受65歲年紀天花板限制，財政部官員昨（6）日對此表示，由於蔡見興財幹過人，因此蔡見興是呈報行政院專案核准適用例外條款，目前暫時不打算鬆綁公股代表65歲屆齡限制。不過，財政部官員並未說明報行政院專案核准的理由，合庫金表示，知道蔡見興超過65歲，但是依照財政部公文派令辦理，所以董事會照案通過，且蔡見興為地政士事務所負責人，專業上也符合資產管理公司（AMC）需求。依照財部現行派任公民營機構負責人與董監事管理要點，財政部管轄公股金融機構代表人，初任年齡不得超過65歲，若在任期內逾65歲可申請延任，但滿68歲就須改派。不過，2016年兆豐銀爆發紐約分行遭美重罰事件，政院研究相關內規後認定發生特殊狀況可以排除該要點適用，因此指派時年68歲的張兆順任兆豐金、銀董座救火。
蔡見興去年7月即滿65歲，他是首位無金融相關經驗卻獲超過65歲專案核准的政治人物，因此此人事案格外引起公股圈注意，甚至認為這是財政部將修改公股代表要點的預告。。
2023年4月24日，國民黨立委王鴻薇指出，她接獲吹哨者指控，合庫資產管理董事長蔡見興任命兒子、家族親戚到合庫資產管理與合庫金控相關企業任職，不只放款新台幣數十億元給前家族企業親友，變相掏空合庫資產管理，更讓公股行庫成為民進黨禁臠。4月25日，傳出蔡見興請辭獲准。5月5日，合庫金控發布聲明稿表示，由於社會觀感不佳，包括蔡見興父子在內一共七人已全數離職。

## 政治

### 2009澎湖縣長選舉

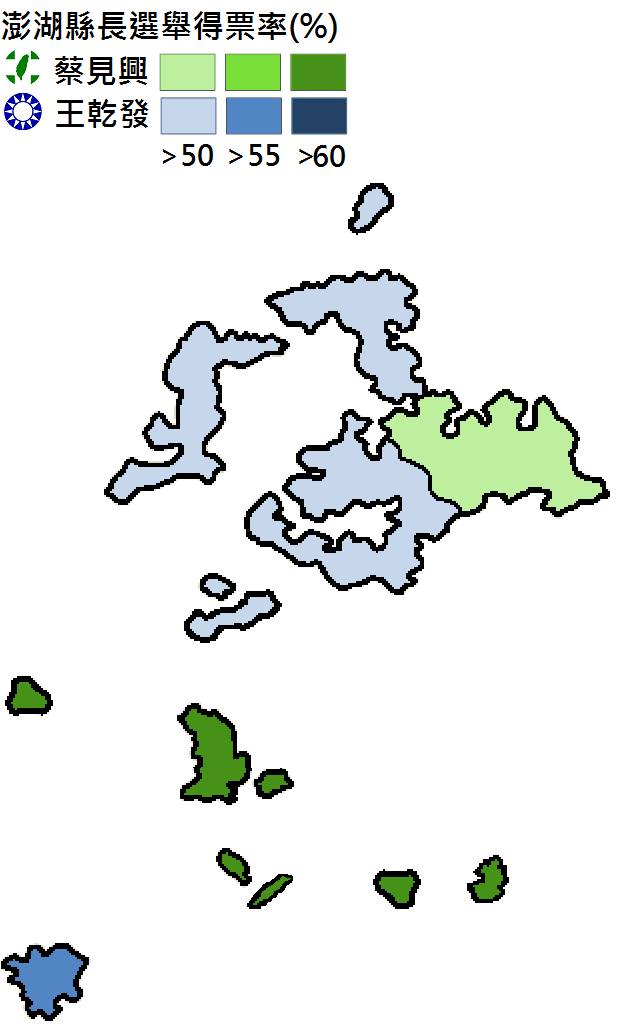
澎湖縣長選舉得票分布。

| 2009年澎湖縣縣長選舉結果 | 2009年澎湖縣縣長選舉結果 | 2009年澎湖縣縣長選舉結果 | 2009年澎湖縣縣長選舉結果 | 2009年澎湖縣縣長選舉結果 | 2009年澎湖縣縣長選舉結果 | 2009年澎湖縣縣長選舉結果 |
| 號次                     | 候選人                   | 政黨                     | 得票數                   | 得票率                   | 當選標記                 |                          |
| ------------------------ | ------------------------ | ------------------------ | ------------------------ | ------------------------ | ------------------------ | ------------------------ |
| 1                        | 蔡見興                   | 民主進步黨               | 22,069                   | 48.07%                   |                          |                          |
| 2                        | 王乾發                   | 中國國民黨               | 22,664                   | 49.37%                   |                          |                          |
| 3                        | 曾炳坤                   | 無黨籍                   | 1,177                    | 2.56%                    |                          |                          |
| 選舉人數                 | 選舉人數                 | 選舉人數                 | 75,033                   | 75,033                   | 75,033                   |                          |
| 投票數                   | 投票數                   | 投票數                   | 47,516                   | 47,516                   | 47,516                   |                          |
| 有效票                   | 有效票                   | 有效票                   | 45,910                   | 45,910                   | 45,910                   |                          |
| 無效票                   | 無效票                   | 無效票                   | 1,606                    | 1,606                    | 1,606                    |                          |
| 投票率                   | 投票率                   | 投票率                   | 63.33%                   | 63.33%                   | 63.33%                   |                          |